# Cyclododecaan
Cyclododecaan is een cyclische verzadigde koolwaterstof met als brutoformule C12H24. De stof komt voor als een witte wasachtige vaste stof.

## Synthese
Cyclododecaan wordt bereid door de hydrogenering (reactie met waterstofgas) van 1,5,9-cyclododecatrieen, het cyclisch trimeer van 1,3-butadieen.

## Toepassingen
Cyclododecaan is een tussenproduct in de synthese van andere verbindingen. Een van de voornaamste toepassingen is in de synthese van polyamide 12 of nylon 12, het polymeer van laurolactam. De synthese daarvan loopt via verschillende stappen. Eerst wordt cyclododecaan geoxideerd tot cyclododecanol, dat door dehydrogenering wordt omgezet in cyclododecanon. Cyclododecanon wordt omgezet tot het oxime cyclododecanonoxime door reactie met een hydroxylaminezout van een mineraal zuur (gewoonlijk bis(hydroxylammonium)sulfaat). Het oxime wordt door middel van de Beckmann-omlegging omgezet tot laurolactam. Deze syntheseweg is gelijkaardig aan die van caprolactam: daarbij gaat men echter uit van cyclohexaan in plaats van cyclododecaan.
Cyclododecaan is ook een grondstof voor geur- en smaakstoffen (via cyclododecanol of cyclododecanon).
Cyclododecaan kan ook omgezet worden tot het niet-cyclische dicarbonzuur dodecaandizuur, dat ook een grondstof is in de polymeerchemie (de analoge omzetting van cyclohexaan leidt tot adipinezuur).